# Nassersøen
Nassersøen (arabisk: بحيرة الناصر, tr. Buhayrat Nasir; engelsk: Lake Nasser) er en næsten fuldstændig kunstig skabt sø i det sydlige Egypten og det nordlige Sudan. Strengt taget er "Lake Nasser" kun den store del af søen, som er egyptisk territorium (83 % af hele søen), idet sudaneserne foretrækker at kalde deres lille del for Lake Nubia.
Nassersøen er 550 km lang og blev dannet som et resultat af opførelsen af Aswandæmningen over Nilen i 1958-1970. Opfyldningen begyndte i 1964, og søen nåede sin endelige størrelse i 1976. Adskillige hundredtusinde mennesker blev flyttet for at give plads til søen, herunder den sudanesiske by Wadi Halfa. Mange nubiske fortidsminder måtte også flyttes, det mest kendte var Abu Simbel. Søen er opkaldt efter Egyptens daværende præsident Gamal Abdel Nasser.
Stigende vandniveau i søen op gennem 1990'erne medførte, at søen gik over sine bredder og skabte en ny sø i Den vestlige Ørken kaldet Toshka Søerne.